# Anitta (álbum)
Anitta es el álbum de debut de la cantante pop brasileña Anitta, lanzado el 6 de julio de 2013 por Warner Music. El proyecto de género pop contiene canciones de diversos estilos y fue influenciado por cantantes brasileños e internacionales, producido por Umberto Tavares y Manozinha.  El álbum contiene el primer éxito de la cantante y compositora, titulado "Show das Poderosas" y que alcanzó la cima de las paradas brasileñas. El álbum contiene el primer éxito de la cantante y compositora, titulado "Show das Poderosas" y que alcanzó la cima de las paradas brasileñas. El álbum homónimo de Anitta lanzó cuatro singles y generó a la cantante una nominación al Premio Extra, dos estatuillas del Premio Multishow de Música Brasileira en 2013, una victoria en los Mejores del Año en 2014 y una nominación al Grammy Latino.
Previamente al álbum, "Proposta" fue liberada como primer sencillo promocional el 16 de enero de 2012, aun cuando la cantante no tenía un contrato con grabadora, siendo incluida posteriormente en la lista de pistas del disco de estreno. Un mes después, el 20 de febrero, "Eu Vou Ficar" es liberado como segundo promocional. "Menina Má" fue lanzada como primer sencillo promocional el 12 de agosto de 2012. El 16 de marzo de "Menina Má" es liberada como tercer promocional, siendo la primera de las tres en recibir un videoclip, producido por la Más UP Productora. La dirección fue de Galerón Filmes. Originalmente planeado como segundo sencillo oficial, "Tá Na Mira" terminó siendo reemplazado por "Show das Poderosas" y la canción liberada como cuarto promocional el 23 de abril de 2013.

## Producción y grabación
Después de llamar la atención del DJ Renato Azevedo - conocido como Batutinha -, al haber grabado un cover de la canción "Soltinha", de Priscila Nocetti y publicado en su canal en el sitio de videos en línea You Tube, Anitta fue invitada por Azevedo para hacer algunas pruebas De canto y presentaciones, llamando la atención de Batutinha al bailar stiletto - modalidad de baile sobre el tacón alto -, y decidió trabajar con ella. "La Anitta es un conjunto, la música, la voz, la danza, el carisma y el espectáculo", declaró el dee jay. A partir de entonces, Anitta empezó a trabajar para el Huracán 2000, pero en junio de 2012 la empresaria Kamilla Fialho, pagó cerca de R$ 260 mil al equipo, para que Anitta fuera agenciada por ella. Fialho montó un espectáculo con músicos y bailarines, invirtió en la imagen de Anitta, y la presentó a los productores Umberto Tavares y Manozinha. Entonces, las grandes grabadoras buscaron a Kamilla, pero fue con la Warner Music que en enero de 2013, y en febrero Anitta lanzó "Meiga e Abusada", primera canción de trabajo y banda que anunciaba el álbum que estaba proyectado para septiembre.
El proyecto comenzó a desarrollarse en febrero, pero las canciones no eran suficientes para llenar un álbum. Entonces, la artista entró en estudio para componer con el equipo de producción. Según Wagner Vianna, director artístico de Warner, "la galera se quedó sin dormir algunas noches, Anitta dio mucha opinión, pero no fue complicado". En ese período, Anitta escribió sola "Show das Poderosas" y "Tá na Mira". La discográfica le gustó la primera canción y la lanzó como el segundo sencillo de Anitta. Debido al desempeño de la canción, el lanzamiento del álbum fue adelantado y el 20 de junio de 2013 la cantante divulgó la portada del álbum en su página oficial en Facebook. En la portada, Anitta aparece en un "fondo marrón, con los brazos abierto y su nombre escrito con un brillo rosa en la imagen", describe la revista Caras.

## Letra, temática y estilo

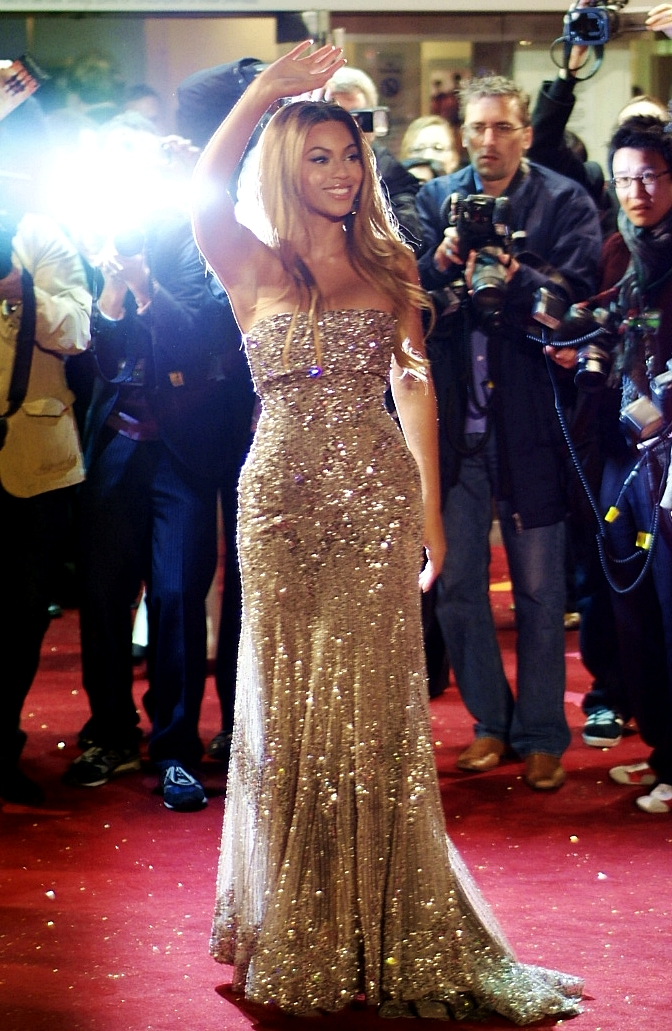
La cantante norteamericana Beyoncé, considerada una de las principales influencias del álbum.

Renato Azevedo se sorprendió al ver a Anitta presentarse sobre el salto, en el estilo stiletto, modalidad de danza que se hizo mundialmente conocido gracias a la cantante estadounidense Beyoncé. Sin embargo, no fue sólo la danza de la cantante estadounidense que inspiró a Anitta. Según Mauro Ferreira, algunas canciones del álbum podrían estar en la lista de bandas de algunas cantantes internacionales de R&B "industrializado", como "Não Para". Siguiendo el pensamiento de Ferreira, Braulio Lorentz del G1 dice que la canción "Achei", si se convirtió al inglés podría figurar la lista de pistas de los álbumes de Rihanna, por ejemplo. El proyecto supera el "agujero" dejado en el mercado pop mainstream brasileño. Para el sitio PopLine, Anitta recibe "influencias internacionales de ojo en el trono" del pop brasileño. Lorentz, todavía afirma que la banda "Zen" podría hacer un buen par con "I'm Yours", de Jason Mraz; Para el sitio Que Delicia Né, Gente ?, la canción mezcla a Chimarruts, Colbie Caillat y "carioqués".
El álbum contiene batidos estériles, y explora diversos géneros musicales como el pop, dance-pop, pop electrónico, dubstep, R&B, reggae y funk carioca. En general, las letras de las canciones afirman la fuerza de la mujer, el poder de seducción, con temáticas feministas y sensuales, similares a las canciones de Beyoncé, Rihanna, Katy Perry y Kelly Key.

## Lanzamiento y divulgación
Con el primer sencillo lanzado a principios de año, "Meiga e Abusada", el proyecto tenía previsto su lanzamiento para septiembre de 2013. El 16 de abril, Warner Music ofrece la segunda canción de trabajo de Anitta, pero, Que se estrenó el 6 de julio de 2013. El álbum entró en pre-venta en iTunes el 2 de julio y el mismo día alcanzó la cima de ventas en Brasil.  Al mismo tiempo, Anitta tuvo tres canciones en la parada de las más descargadas de iTunes con "Show das Poderosas" - versión de estudio y acústica - y "Não Para", respectivamente.

### Sencillos
El álbum, hasta el momento, generó cinco sencillos. El primero en ser lanzado fue "Meiga e Abusada", lanzada primero en las radios el 6 de julio de 2012 por el Huracán 2000. El 6 de febrero de 2013 fue relanzado para descargar digital por la Warner Music, grabadora que la cantante había firmado en la época. El 6 de febrero de 2013 fue relanzado para descarga digital por Warner, grabadora que la cantante había firmado en la época. La canción ganó un videoclip dirigido por el estadounidense Blake Farber y grabado en un casino en Las Vegas, Estados Unidos y Río de Janeiro, Brasil. La música forma parte de la banda sonora de la novela Rastros de Mentiras, de la Rede Globo, y rindió a la Anitta nominación de "Melhor Tema Musical/Mejor Tema Musical" en el Premio Extra da Televisão/Premio Extra da Televisión.
El 16 de abril, Warner Music liberó "Show das Poderosas", segunda canción de trabajo del álbum. La canción es un pop bailante de corriente, similar a los éxitos lanzados por cantantes pop internacionales. Alex Alves, del sitio PopLine, dice que la cantante muestra un "timbre radiofónico" favorable que, mezclado al acento carioca de Anitta, genera la fórmula necesaria para pasar el mensaje de la letra. "Show das Poderosas" recibió dos estatuillas en el Premio Multishow en 2013 en las categorías "Música-chicle" y "Videoclip del Año". El video-clip alcanzó la marca de 70 millones de accesos en You Tube, recibiendo el título de videoclip más visto de 2013 en Brasil por el propio sitio. A principios de 2014 el video-clip alcanzó la marca de 100 millones de visualizaciones en YouTube, siendo la primera cantante brasileña en alcanzar tal marca en Youtube Brasil.
Anitta lanzó el tercer sencillo de su álbum homónimo, "Não Para" en julio de 2013 en la misma semana del lanzamiento del álbum, durante un programa de radio. Pero solo cerca de la fecha de lanzamiento del álbum, fue que Warner liberó la canción para descargar en iTunes Store. "Zen", fue lanzado como cuarto y último sencillo del álbum y primera canción de trabajo después del lanzamiento del mismo. La música pasó 6 semanas en la cima de Brasil Hot 100 Airplay. En 2014, fue nominada al Grammy Latino de Mejor Canción Brasileña.

## Recepción de la crítica
Después del lanzamiento de Anitta, fue recibido con críticas mixtas de los críticos de música. John Pereira, del Audiograma, dijo que el álbum es un álbum pop clichelete, pero que eso no es algo malo. Para él, el álbum remite a los primeros trabajos de la cantante brasileña Kelly Key. Pereira dice que "no le gusta lo que ella [Anitta] hace es permitido, pero negar que ella alcanzó algo que pocos lograron en el escenario pop brasileño puede ser demasiado". Yuri de Castro, del Cinta Bruta, también compara a Anitta a Kelly Key y la Preta Gil, llamándola "fútil", pues la cantante "es comportada y finge que no, es conservadora y ni siquiera sabe que es, e incluso, ecléctica En el peor sentido de la palabra."
Para Braulio Lorentz, del sitio G1, dice que en su primer álbum, Anitta, intenta "mostrar que va más allá del rebolado que la hizo ser contratada por una gran discográfica, inflar su caché y batir a varias cantantes brasileñas". Para Lorentz, las bandas del proyecto son "pegajosas y silbibles", y que Anitta quiere "abrazar al pop de Beyoncé (de quien siempre se dice fan), Katy Perry (referencia declarada para el videoclip de" Meiga y Abusada ") y cantantes Brasileñas hoy más alejadas de los estudios, como Kelly Key. Guillermo Tintel para el sitio ItPOP, dijo que el álbum es una compilación de muestras de canciones de Beyoncé y que el álbum abusa de versos fáciles y posee retención de batidos de funk. "Su talento vocal es muy limitado, ahora que hace un show detrás del otro perdió muchos puntos en la categoría" presencia de escenario "- casi siempre salva por los bailarines, además de la buena y vieja base pregrabada - y como dijimos Antes, por la prisa para aprovechar su primer gran éxito todo lo que la discográfica hizo fue lanzar un álbum lleno de canciones parecidas, teniendo puntos positivos aquí o allá.
Mauro Ferreira, del sitio Notas Musicales, dijo que Anitta pierde su poder en el álbum, en un proyecto que suena "repetitivo e industrializado en exceso". Ferreira dice que la discográfica "alardea" el número de ventas, de un proyecto que contiene bandas de pop artificial para explorar la popularidad de Anitta, obtenida a través de su éxito "Show das Poderosas". Para la crítica, la cantante tiene más "postura que voz (pequeña y opaca, diga)", y la llama de "Gretchen de los bailes de la actualidad".
Por otro lado, el sitio 'Que Delicia Né, Gente?, dice que las primeras canciones del álbum son suficientes para "pegar en su cabeza, quiere que quiera, o no". Pero, que el proyecto contiene sorpresas positivas como "Zen" y "Eu Sou Assim". Sin embargo, el sitio encierra la crítica diciendo que si "la intención de la discográfica era pasar por media, logró, pero pasó raspando". El sitio Verbloose dice que Anitta tiene una "voz delicada y suave", que da un toque personal a las canciones. Sin embargo, él alerta que para que "todavía falta mucho" para Anitta convertirse en una cantante de nombre, pues, en su álbum se encuentran canciones de letras "bobas, superficiales y vacías", y dice que su éxito se da debido a que La falta de competencia en el mercado musical brasileño en relación a las cantantes pop.

## Lista de canciones
- Edición estándar

| Anitta |                                      |          |  |
| N.º    | Título                               | Duración |  |
| 1.     | «Show das Poderosas»                 | 2:30     |  |
| 2.     | «Meiga e Abusada»                    | 3:49     |  |
| 3.     | «Tá na Mira»                         | 2:51     |  |
| 4.     | «Zen»                                | 2:45     |  |
| 5.     | «Achei»                              | 2:41     |  |
| 6.     | «Menina Má»                          | 2:55     |  |
| 7.     | «Príncipe de Vento»                  | 2:29     |  |
| 8.     | «Não Para»                           | 3:13     |  |
| 9.     | «Eu Sou Assim»                       | 3:03     |  |
| 10.    | «Fica Só Olhando»                    | 2:46     |  |
| 11.    | «Proposta»                           | 2:47     |  |
| 12.    | «Cachorro Eu Tenho em Casa»          | 2:31     |  |
| 13.    | «Som do Coração»                     | 3:18     |  |
| 14.    | «Show das Poderosas» (Versión remix) | 2:20     |  |
| 43:08  |                                      |          |  |

## Historial de lanzamiento
| Región | Fecha              | Formato          | Discográfica |
| ------ | ------------------ | ---------------- | ------------ |
| Brasil | 3 de julio de 2013 | CD               | Warner Music |
| Brasil | 3 de julio de 2013 | Descarga digital | Warner Music |